# Porumbenii, Bistrița-Năsăud
Porumbenii este un sat în comuna Silivașu de Câmpie din județul Bistrița-Năsăud, Transilvania, România. La recensământul din 2002 avea o populație de 13 locuitori.